# Rue Marius-Sidobre
La rue Marius-Sidobre est une voie de communication d'Arcueil.

## Situation et accès

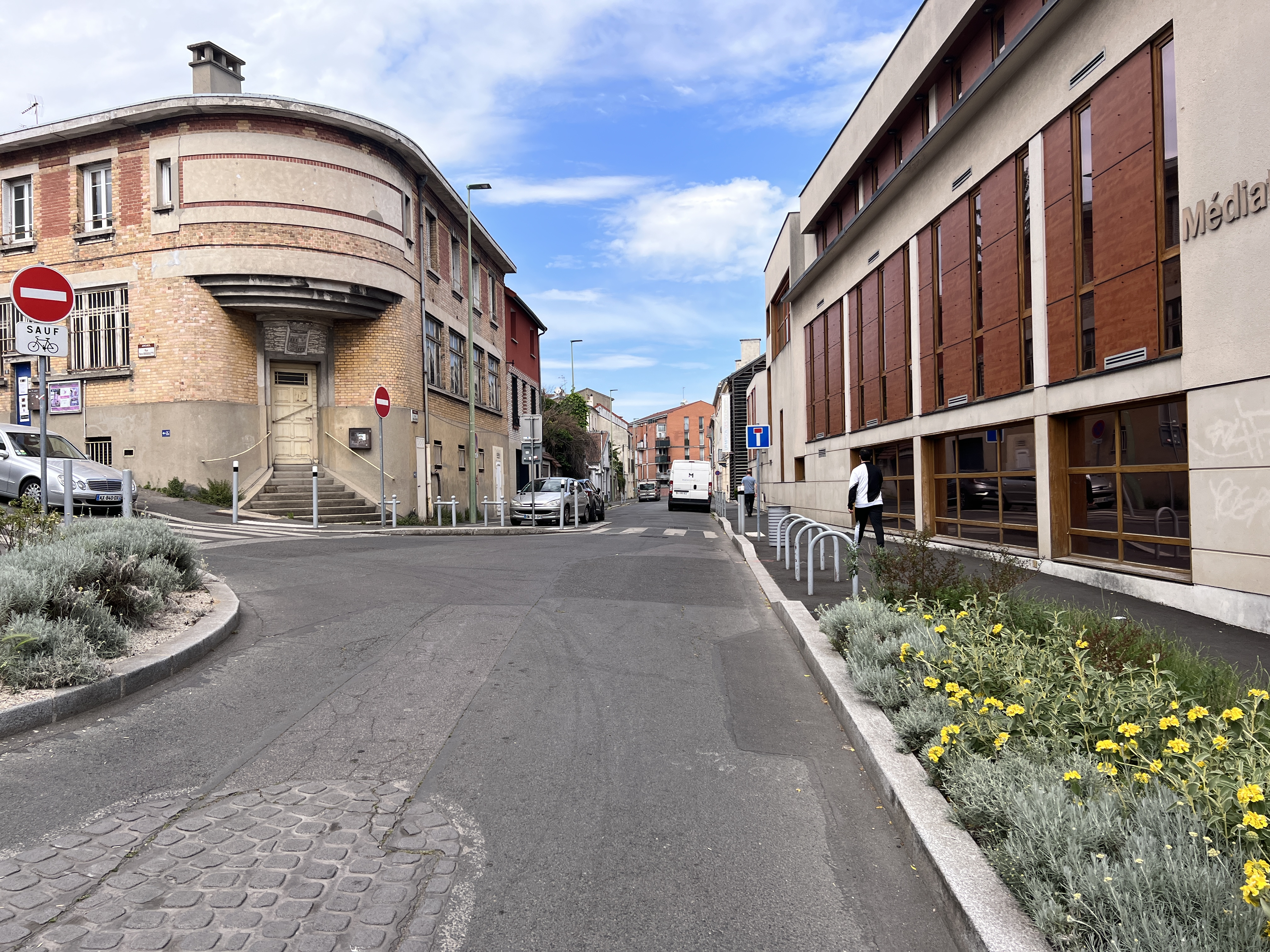
La rue Marius Sidobre - Arcueil.

Orientée du nord-est au sud-ouest, elle commence au carrefour de l'avenue Laplace, de l'avenue Paul-Doumer et de la rue Pasteur, dans l'axe de la rue de Stalingrad. Après avoir laissé sur sa gauche la rue Cauchy, puis sur sa droite l'avenue de la République, elle se termine au carrefour de la rue Émile-Raspail et de la rue Berthollet.

## Origine du nom

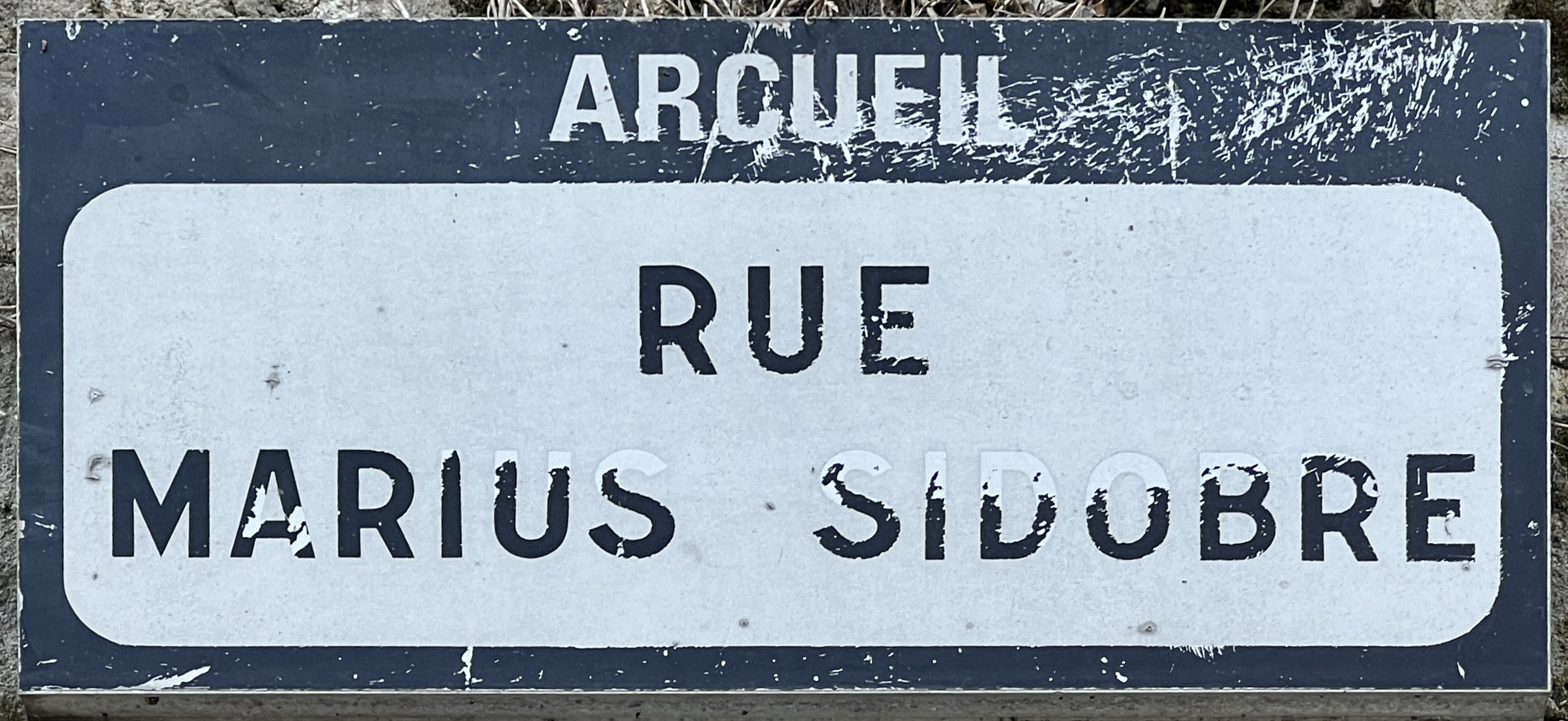
Plaque Rue Marius Sidobre, 2022.

Cette rue tient son nom de Marius Sidobre, maire d'Arcueil de 1935 à 1939, puis de 1944 à 1964.

## Historique
Cette rue était autrefois appelée rue Raspail jusqu'à ce que sa partie nord prenne le nom de l'ancien maire de la commune.

## Bâtiments remarquables et lieux de mémoire
- Ancien fief de Montfort[3].